# Panteras de Miranda
Les Panteras de Miranda sont un club vénézuélien de basket-ball évoluant en Liga Profesional de Baloncesto, soit le plus haut niveau du championnat vénézuélien. Le club est basé dans la ville de Caracas, sous la juridiction de l'État de Miranda. 

## Palmarès
- Champion du Venezuela : 1974, 1983, 1995

## Entraîneurs successifs
- 2002 :  Néstor Salazar

## Joueurs célèbres ou marquants
- Aaron Harper
- Chris Massie
- Skeeter Henry
- Walter Berry